# Maja Svetik
Maja Svetik, slovenska rokometašica, * 9. marec 1996, Šempeter pri Gorici.
Maja je je članica RK Krim in slovenske reprezentance.
Za Slovenijo je nastopila na svetovnem prvenstvu 2019 in na evropskem prvenstvu 2020.